# Tigrisvirág
A tigrisvirág (Tigridia) a nősziromfélék családjának egyik nemzetsége, melybe közel 50 fajt sorolnak.

## Elterjedése
A nemzetség tagjai neotropikus fajok, főleg Mexikó és Guatemala területén fordulnak elő, de Közép-Amerikától délre egészen Chiléig őshonosak. Mexikóban 37 fajuk és 6 alfajuk ismert, melyből 31 faj és a hat alfaj ott endemikus.

## Jellemzése
A tigrisvirág-fajok lágy szárú növények. Évelők: a talajban 3–15 cm mélyen elhelyezkedő, köpenyszerűen fedett hagymagumóik segítségével vészelik át a számukra ínséges téli időszakot; például a közép-amerikai fajoknak lombleveleik csak nyáron vannak, ősszel lehullajtják őket. A hagymagumóból tavasszal tőlevél hajt ki. Az egyszerű vagy villásan elágazó száruk kerekded keresztmetszetű. A legyezőszerűen elhelyezkedő, egyszerű lomblevelek laposak, párhuzamosan erezettek, szélük ép. A néhány rövid életű – gyakran csak egy napig létező – virág egy síkban, legyezőszerűen helyezkedik el a cikcakkban leágazó virágkocsányokon: rhipidium virágzatot alkotnak. A virágok kétivarúak, aktinomorfak, hármas szimmetriájúak. Virágtakarójuk a két körben elhelyezkedő három-három lepellevélből áll: a belső lepelkör levelei kisebbek. A tövükig szabad, azaz össze nem nőtt lepellevelek színe rendszerint élénk: a fehértől a sárgán keresztül a narancssárgáig, rózsaszínig vagy bíborvörösig változik; gyakori, hogy egyes színek foltokban jelennek meg. A három porzólevél csupán egy porzókört alkot. A porzószálak teljes hosszuk mentén összenőttek. A három összenőtt termőlevél alsóállású magházat alkot, a három fonálszerű bibeszál villásan kettéágazik. Háromrekeszes toktermésük fejlődik.

## Rendszertani helyzete
A korábban a Rigidella nemzetségbe sorolt négy fajról kiderült, hogy valójában a Tigridia nemzetségbe tartoznak: a Tigridia-fajok többségétől kissé eltérő viráguk csupán a kolibrik általi megporzáshoz alkalmazkodott, s nem azt jelenti, hogy külön nemzetségbe tartoznának. Továbbá egy Sessilanthera-fajt is átsoroltak a tigrisvirág nemzetségbe.

## Fajok
A tigrisvirág-fajok alábbi listája a Missouri Botanical Garden által fenntartott honlapról származik:
| - Tigridia albicans - Tigridia alpestris - Tigridia amatlanensis - Tigridia atrata - Tigridia augusta - Tigridia azurea - Tigridia bicolor - Tigridia bracteolata - Tigridia buccifera - Tigridia catarinensis - Tigridia chiapensis - Tigridia chrysantha - Tigridia coelestis - Tigridia conchiflora - Tigridia curvata - Tigridia dugesii - Tigridia durangense - Tigridia ehrenbergii - Tigridia estelae | - Tigridia flammea - Tigridia flava - Tigridia galanthoides - Tigridia gracielae - Tigridia grandiflora - Tigridia hallbergii - Tigridia herbertii - Tigridia hintonii - Tigridia houttei - Tigridia huajuapanensis - Tigridia huyanae - Tigridia illecebrosa - Tigridia immaculata - Tigridia inusitata - Tigridia x lilacea - Tigridia lobata - Tigridia lutea - Tigridia mariaetrinitatis - Tigridia martinezii | - Tigridia matudae - Tigridia meleagris - Tigridia mexicana - Tigridia minuta - Tigridia molseediana - Tigridia morelosana - Tigridia mortonii - Tigridia multiflora - Tigridia nitida - Tigridia orthantha - Tigridia oxypetala - Tigridia passiflora - Tigridia pavonia - Tigridia pearcei - Tigridia philippiana - Tigridia potosina - Tigridia pringlei - Tigridia pugana - Tigridia pulchella | - Tigridia purpurea - Tigridia purpusii - Tigridia purruchucana - Tigridia raimondii - Tigridia rzedowskiana - Tigridia seleriana - Tigridia speciosa - Tigridia suarezii - Tigridia tepoxtlana - Tigridia vanhouttei - Tigridia van-houttei - Tigridia venusta - Tigridia versicolor - Tigridia violacea |

## Tigrisvirág-fajok felhasználása
A pávaszemes tigrisvirág (Tigridia pavonia) hagymáját főzés után fogyasztják Közép-Amerikában. Az aztékok a hagymáját cacomitlnak, a növény virágát pedig ocēlōxōchitl-nak ("jaguárvirág"nak) nevezték.[forrás?] Továbbá ugyanennek a fajnak különféle fajtái Európában is kedvelt dísznövények.

## Fordítás
- Ez a szócikk részben vagy egészben  a   Tigerblumen című német Wikipédia-szócikk ezen változatának fordításán alapul.  Az eredeti cikk szerkesztőit annak laptörténete sorolja fel. Ez a jelzés csupán a megfogalmazás eredetét és a szerzői jogokat jelzi, nem szolgál a cikkben szereplő információk forrásmegjelöléseként.
- Ez a szócikk részben vagy egészben  a   Tigridia című angol Wikipédia-szócikk ezen változatának fordításán alapul.  Az eredeti cikk szerkesztőit annak laptörténete sorolja fel. Ez a jelzés csupán a megfogalmazás eredetét és a szerzői jogokat jelzi, nem szolgál a cikkben szereplő információk forrásmegjelöléseként.